# Сояно-дель-Лаго
Соя́но-дель-Ла́го (итал. Soiano del Lago) — коммуна в Италии, располагается в провинции Брешиа области Ломбардия.
Население составляет 1517 человек, плотность населения составляет 303 чел./км². Занимает площадь 5 км². Почтовый индекс — 25080. Телефонный код — 0365.
Покровителями коммуны почитаются святой архангел Михаил, празднование 29 сентября, и святой Албан, празднование 3 августа.